# Polyalthia hookeriana
Polyalthia hookeriana är en kirimojaväxtart som beskrevs av George King. Polyalthia hookeriana ingår i släktet Polyalthia och familjen kirimojaväxter. IUCN kategoriserar arten globalt som livskraftig. Inga underarter finns listade i Catalogue of Life.